# SN 2010bq
SN 2010bq – supernowa typu IIn odkryta 14 kwietnia 2010 roku w galaktyce UGC 10547. W momencie odkrycia miała maksymalną jasność 17,20m.